# همت‌آباد (شیراز)
خرک روستایی در دهستان قره چمن بخش ارژن شهرستان شیراز استان فارس ایران است.

## جمعیت
بر پایه سرشماری عمومی نفوس و مسکن در سال ۱۳۹۵ جمعیت این روستا ۷۵۲ نفر (۲۱۹خانوار) بوده‌است.